# Zadoc Kahn

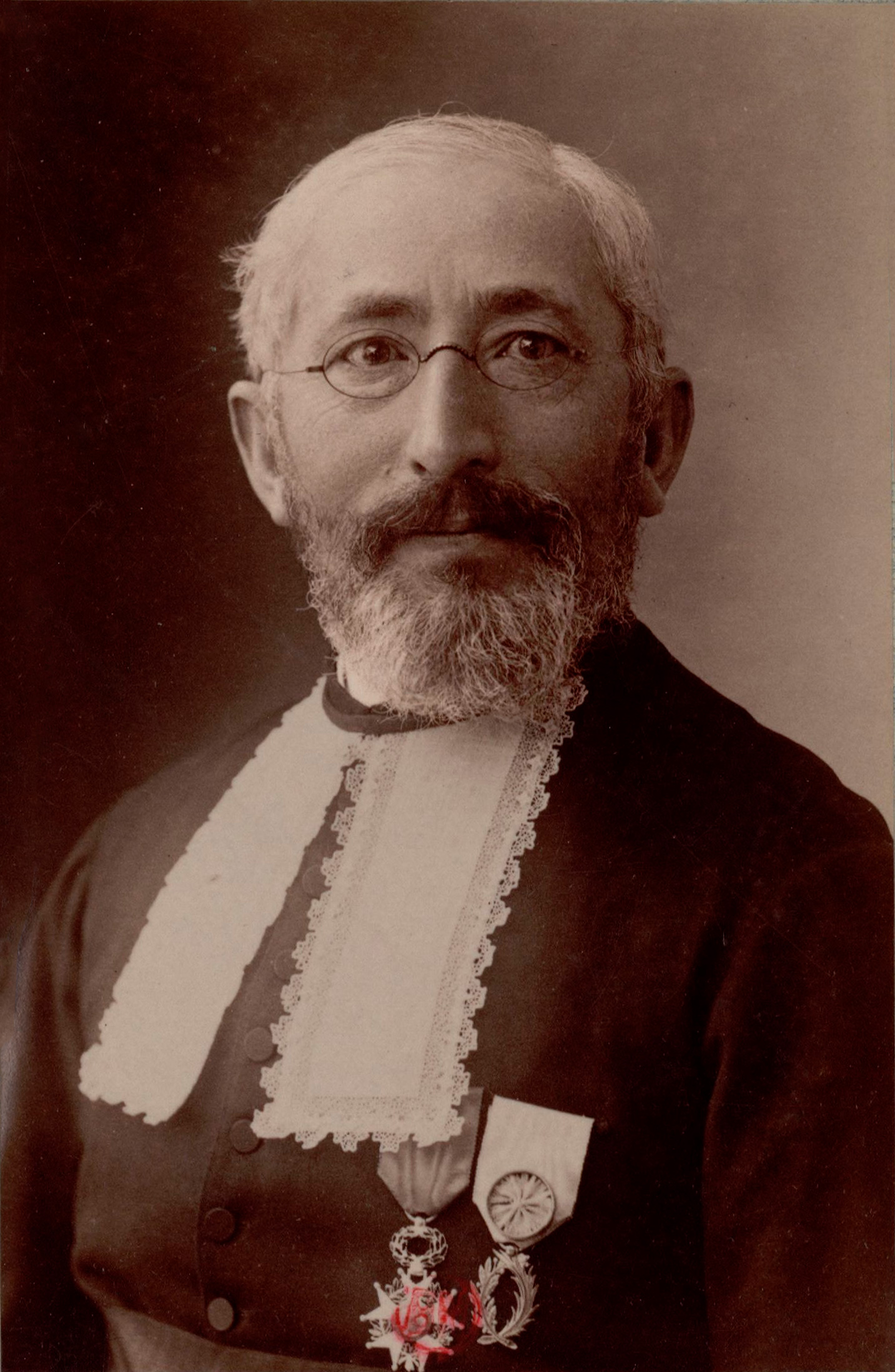
Zadoc Kahn, Aufnahme von Nadar (1910)

Zadoc Kahn (Zadok Khan, Zadok Kahn; geboren 18. Februar 1839 in Mommenheim, Elsass; gestorben 8. Dezember 1905 in Paris) war 1868 der Nachfolger von Lazare Isidor als Großrabbiner (grand-rabbin) von Paris und wurde 1889 Großrabbiner von Frankreich des Consistoire central israélite, ein Amt, das er bis zu seinem Tod innehatte.

## Leben
Zadoc Kahn war ein leitendes Mitglied der französischen Chowewe Zion und der Ehrenpräsident der Alliance Israélite Universelle. Er stand in Kontakt mit den humanitären Werken von Baron Hirsch und Baron Edmond de Rothschild und gehörte zu den wichtigsten Streitern gegen den Antisemitismus. So beteiligte er sich 1893 und 1894 als Autor an der kurzlebigen Zeitschrift La Vraie Parole des österreichischen Journalisten Isidore Singer. Nachdem Kahn 1890 bei der Trauung von Alfred Dreyfus mit Lucie Hadamard in der Pariser Großen Synagoge amtiert hatte, erkannte er schon früh die antisemitische Tragweite der Dreyfus-Affäre.
Theodor Herzl, dem Gründer des politischen Zionismus, half er nicht in besonderer Weise. Kahn verteidigte die Zurückhaltung vieler Juden gegenüber der zionistischen Sache. Gleichzeitig warb er im mehrheitlich kritisch eingestellten Comité central der Alliance Israélite Universelle für eine versöhnliche Haltung gegenüber dem Zionismus. 
Der zweimalige Jerusalemer Bürgermeister (1870–1875 und 1878–1879) und von 1877 bis 1878 in der ersten osmanische Parlamentperiode in Istanbul vertretene Politiker Yusuf Diya al-Din al-Khalidi (1829–1907) richtete am 1. März 1899 einen siebenseitigen französischsprachigen Brief an Kahn, in dem dieser die unüberwindlichen Schwierigkeiten aufzuzeigen versuchte, die mit dem zionistischen Siedlungsprojekt im bereits bewohnten Palästina verbunden sein würden. Khalidi schloss den Appell, doch ein anderes Exilland zu suchen, mit den Worten: „Im Namen Gottes, lassen Sie Palästina in Frieden.“ Khalidi hatte Kahn gebeten, den Brief an Herzl, den Khalidi einen „echten jüdischen Patrioten“ nannte, weiterzuleiten, was Kahn tat. Herzl antwortete ausweichend.
Kahn war auch Bibelübersetzer. Dabei übernahm er 1895 die Vorarbeiten von Rabbiner Lazare Wogue an den Fünf Büchern Mose (Tora) und führte sie energisch weiter. 1899 und 1906 erschien diese Übersetzung, die Bible du rabbinat, in zwei Bänden. Eine didaktische Jugendausgabe wurde erstellt. 1905 erfolgte die Einführung des Gesetzes zur Trennung von Kirche und Staat, somit war Kahn der letzte staatlich anerkannte Großrabbiner Frankreichs.
Der Sohn von Zadoc Kahn, Léon Zadoc-Kahn, war Chefarzt des Hôpital Rothschild. Er wurde 1943 im KZ Auschwitz ermordet.

## Auszeichnungen
- Offizier der Ehrenlegion
- Ordre des Palmes Académiques